# アルチェステ

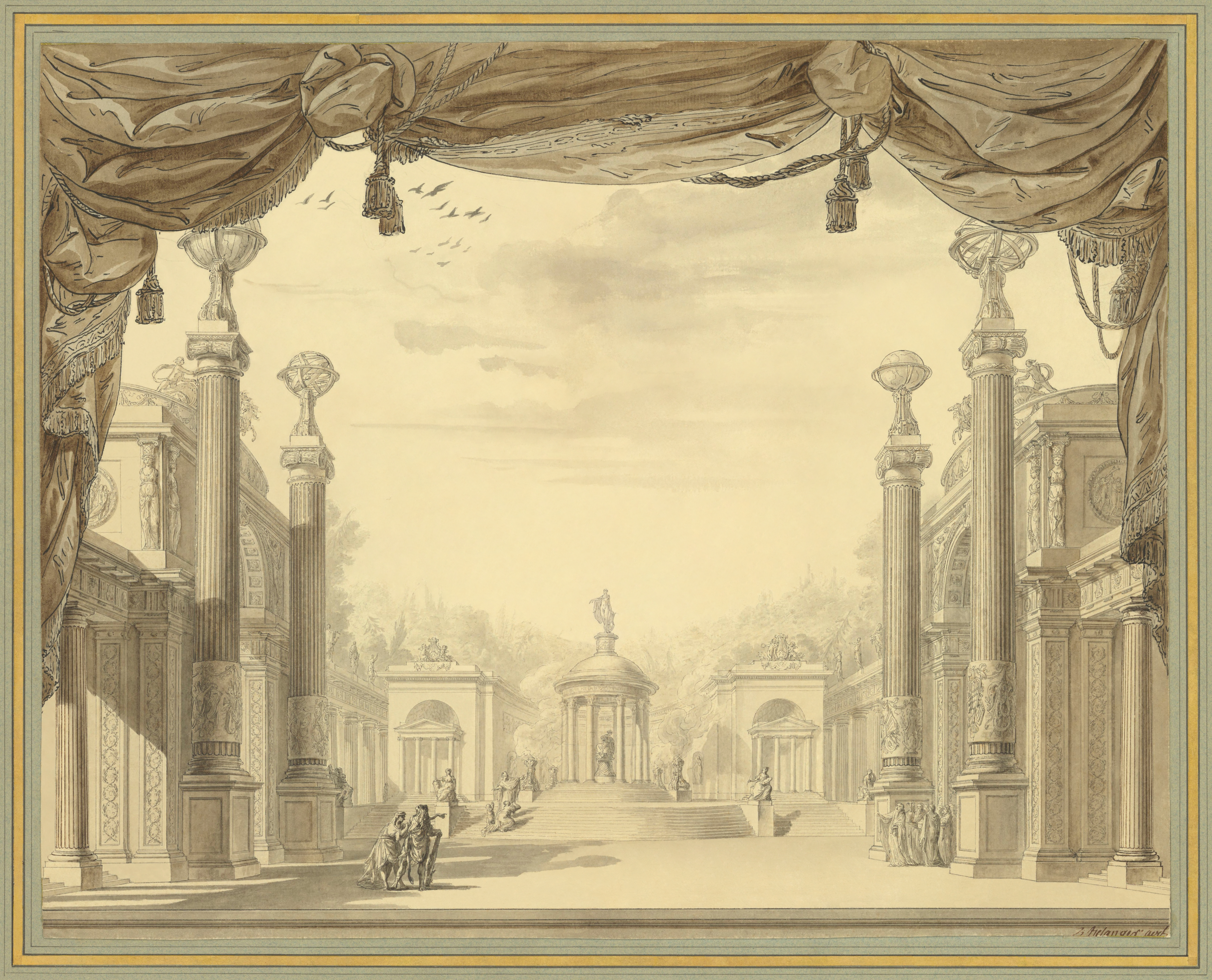

『アルチェステ』（イタリア語: Alceste、フランス語: Alceste）は、ドイツに生まれ、現在のオーストリアとフランスで活躍した作曲家クリストフ・ヴィリバルト・グルックが作曲した全3幕のイタリア語のオペラでグルックの唱えた改革オペラの第2作目である。1767年 12月26日にウィーンのブルク劇場にて初演され、1776年4月23日にフランス語の改訂版『アルセスト』がパリ・オペラ座で上演された。

## 概要

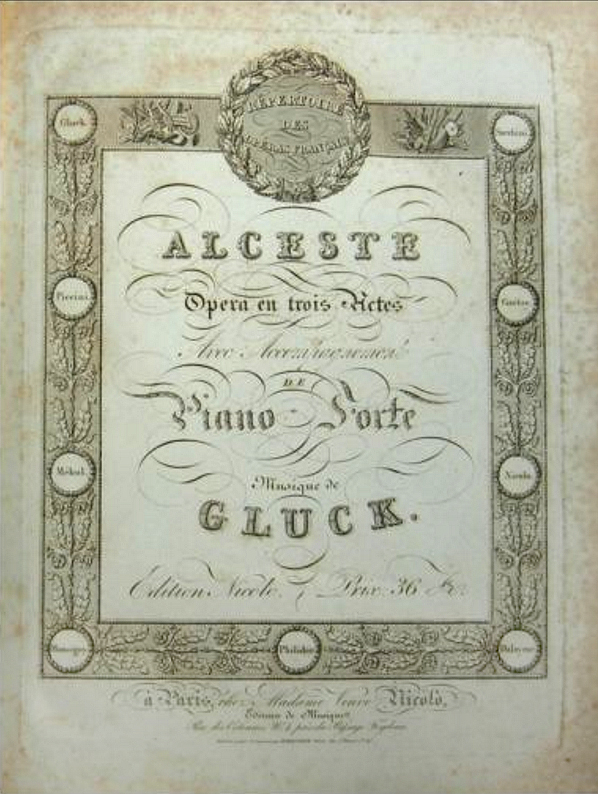
ピアノ譜の表紙

ウィーンでの初演は大成功であり、その後60回上演された。ウィーンでは1770年、1781年、1786年にも再演され、1804年までにはヨーロッパ12都市でも地方初演が行われた。1776年のパリ初演時には大規模な改訂が行われた。パリ初演も大成功を収め、フランス・オペラの発展の上でも決定的な影響を与えることになった。グルックは本作の序文のなかで、以下のように述べている。
『アルチェステ』の作曲に着手したとき、私はすべての悪習を徹底的に取り除く決心をした。この悪習をもたらしたのは、歌手の誤った虚栄心や作曲家が彼らにおもねっていたことである。こうした悪習が実に長い間イタリアオペラの価値を損ない、実に素晴らしく、実に美しい出し物をまったくばかげた、退屈な代物に仕上げてしまったのである。私は無意味な過度の装飾で筋書きの流れを妨げたり、抑圧したりせずに、様々な表現手段によって、また物語の場面状況に従うことによって音楽を詩に奉仕するという真の役割に留めるよう努めてきた。
ジョン・エリオット・ガーディナーによれば「本作は有名ではあるがよく理解はされていない類の作品に分類される。本作は論議を呼ぶような序文ばかりが語られるが、その音楽の素晴らしさはほとんど理解されていない。本作がパリでかくも熱狂的に受け入れられた主な理由はジャン＝フィリップ・ラモーの1764年の死後、1760年代から 1770年代にフランスではトップランクの作曲家による創造力に満ちた作品が供給されていなかったのであり、本作はその空白を埋めたからなのである。私は今回のフランス語版のパリやロンドンでの上演と録音を通して、改めて本作の音楽の純粋な公正さや魂の崇高さに感動させられた。一方で、楽譜の上での技術的なずさんさにも辟易させられたのである。一体どうすれば、このような長所と短所が一つの頭脳に同居することができるのかとすら、考えさせられた。なお、楽譜上の不手際についてはベルリオーズによれば、グルックの怠惰と写譜担当者の資質に起因するものということである」。
音楽的特徴については、『オペラ史』を著したD・J・グラウトによれば「作品の全体はトンマーゾ・トラエッタの作曲法を思わせるやり方で、大規模なコーラスを含む種々の手法を併用したモニュメンタルなシーンの集積という形をとり、それがこの作品の特に著しい特徴になっている。第1幕は最も統一感があり、満足すべきものである」。なお、本作で最も有名なアリア「不滅の神々よ、私は求めず」（Divinités du Styx）を永竹由幸は「18世紀に書かれたアリアの中で最も偉大なアリアのひとつである」と評している。

## パリ改訂版
『新グローヴ・オペラ事典』によれば「本作の2稿はそれぞれの良さをもった、事実上別個のオペラであることは明らかだ。－中略－フランス語稿ではイタリア語稿の最良の音楽は実質的にすべてそのままに残され、さらに、多くの音楽が書き加えられているからである。－中略－パリのために『アルチェステ』を改訂し始めたとき、グルックはそれまでとは違った、一層洗練されたフランス流の演劇観を採った」。結論としては「初稿を過小評価するわけではないが、二つの稿を比較するとどうしてもフランス語稿のほうに軍配が上がってしまう。改訂稿は初稿の最良の部分すべてを凝縮して持っており、グルックの音楽的・劇的表現力の成長と釣り合っているからである」。一方で、永竹由幸のように「各々一長一短があり、どちらが良いとも言えない」という見方もある。

## 初演後
イギリス初演は1795年 4月30日にロンドンにて行われた。出演はジョルジ=バンディ、キリー、バゲッティらであった。また、アメリカ初演は1938年 3月11日にマサチューセッツ州のウェルズリー大学で行われた。1861年のパリ・オペラ座での上演ではポーリーヌ・ヴィアルドのためにベルリオーズが若干の修正を行っている。また、1920年代から1940年代にかけて、ジェルメーヌ・リュバンはパリの傑出したアルセスト歌いであった。ジャネット・ベイカーは1981年のコヴェントガーデン王立歌劇場での引退公演に本作を選んでいる。

## リブレット

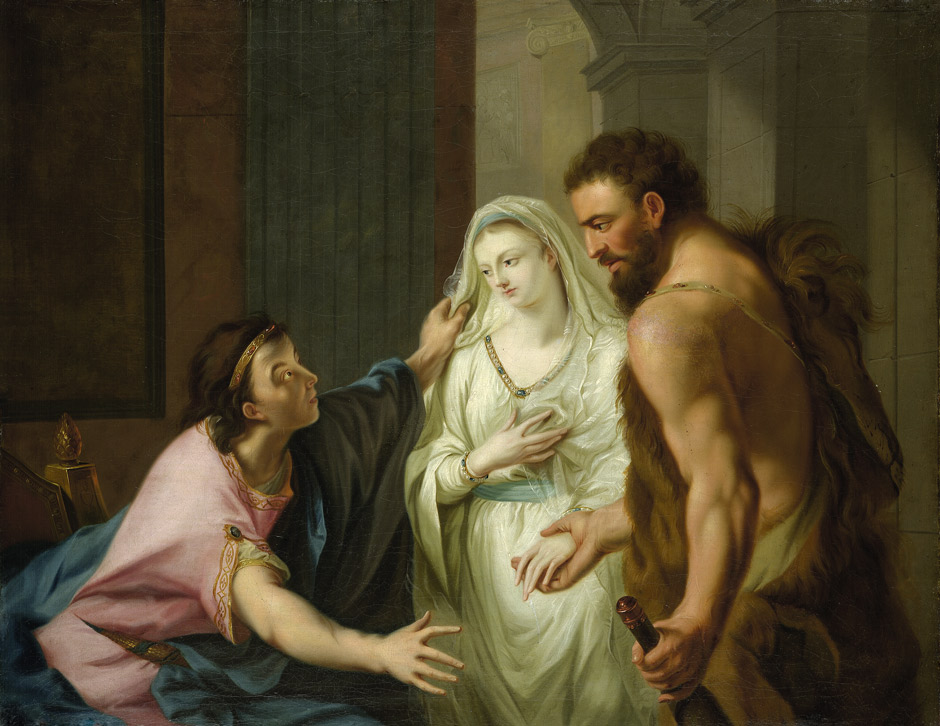
死神からアルチェステを奪いアドメートに引き渡すヘラクレス（ティシュバイン作）

リブレットはエウリピデスの『アルケスティス』を原作として、イタリア語版はラニエーリ・カルツァビージ、フランス語版はフランソワ=ルイ・ガン・ル・ブラン・デュ・ルレ（François-Louis Gand Le Bland Du Roullet）が作成した。最も大きな相違点はウィーン版（イタリア語）では、アポロがアルチェステを死の神から取り戻すが、パリ版（フランス語）ではヘラクレスがアルセストを死の神から強奪するというエウリピデスの原作と同じ設定になっている点である。二つの「作品」と見るべきウィーン版とパリ改訂版は「それぞれオペラ・セリアとトラジェディ・リリックという二つの異なった伝統から生まれていることは然るべく考慮されねばならないとはいえ、主役二人は改訂版のほうがずっと人間的に描かれている。－中略－ルレの登場人物たちは、時代の変遷と、イタリア人とは対照的なフランス人の態度に合っているが、現代人にとってもイタリア語稿以上に説得力があり、より共鳴できる人物像となっている」。
グラウトによれば、「後者のほうがギリシャ神話にはより忠実であるが、どちらの場合も救い主の出現は18世紀の常套手段である機械に乗って突然現れる神様のただ気まぐれな情けという感じが強く、エウリピデスが意図した神への奉仕に対する贈り物としての救いというモティーフが薄くなっている。ただ、このモティーフはアテネの市民にはどれほど力強く訴えたとしても18世紀当時の聴衆には、完全には納得できなかったであろう。当時の人々にとってはアルチェステの健気な献身こそ、他のあらゆる興味を凌ぐものであった。つまり、オペラの興味はもっぱらヒロインに集まり、それ以外の人物は影が薄くなっているのである」。
この点について、楠見千鶴子は、こうした「最後がハッピーエンドとなるばかりか、終始夫婦が心から愛しあい、自らの犠牲をも顧みず、冥府に下ろうとする内容は、ギリシア悲劇としては珍しい。しかし、18世紀半ばの宮廷オペラにとっては、このような王妃の貞淑と勇気に満ちた自己犠牲はこの上ない好材料であったと思われる。ただし、原作にはオペラには現れなかった悲劇独特の鋭い人間心理を抉る場がやはりある。それは王の代わりに誰でもよい身代わりが求められたとき、高齢に達していた王の実の親二人が共に身代わりを拒む。アドメートスは若い妻が子供を置いて死ぬと申し出るのに、既に十分に生き人生を堪能した両親が、なお醜く生にしがみつく様を赤裸々に糾弾し、父は父で、自分の死を他人になすりつけてまで生き延びようとする息子に悪罵を浴びせる。そこには生身の人間の生への執着とエゴイズムが満ち、耐え難い葛藤を見せつける。恐らく、このオペラが20世紀の作家の手になるのであれば、そこは絶対に見落とせない点であろうが、グルックの時代にそれを要求するのは過酷であろう」という見解を示している。

## 楽器編成
ウィーン版：

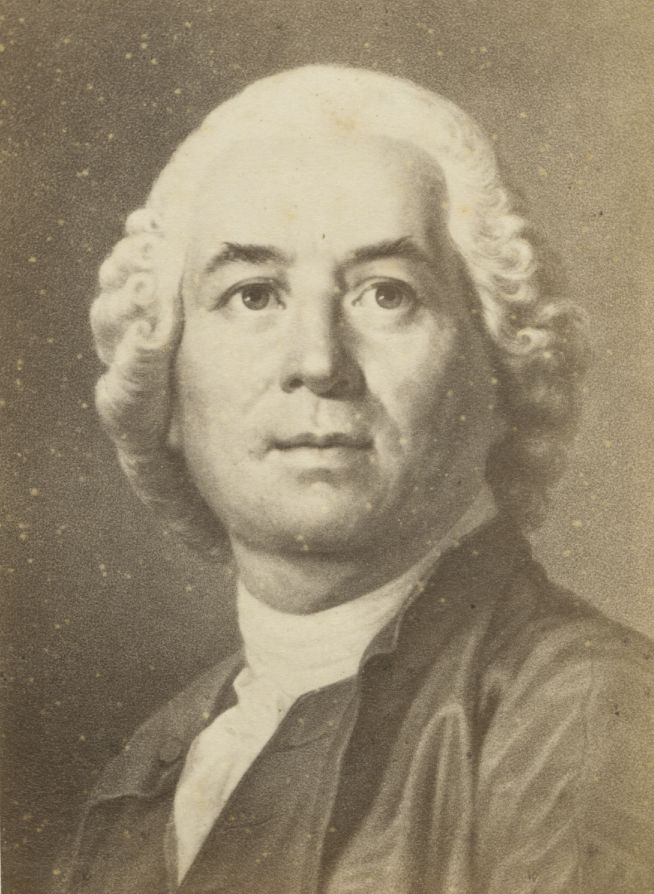
グルックの肖像画

- 木管楽器: シャリュモー1、 フルート2、オーボエ2、イングリッシュ・ホルン 2、バスーン2
- 金管楽器: ホルン4、トランペット2、トロンボーン3
- 弦楽五部 、チェンバロ

パリ版：
- 木管楽器: フルート2、オーボエ2、クラリネット2、バスーン2
- 金管楽器: ホルン2、トランペット2、トロンボーン3
- 打楽器: ティンパニ
- 弦楽五部 、チェンバロ
- バンダ :トランペット1

## 演奏時間
第1幕60分、第2幕55分、第3幕40分、合計約2時間35分（パリ版）

## 登場人物
| 人物名 （イタリア語） （フランス語） | 原語 （イタリア語） （フランス語）       | 声域                                | 役                                           | 1767年12月26日 ウィーン版のキャスト | 1776年4月23日 パリ版のキャスト |
| ------------------------------------ | ---------------------------------------- | ----------------------------------- | -------------------------------------------- | ----------------------------------- | ------------------------------ |
| アルチェステ アルセスト              | Alceste                                  | ソプラノ                            | テッサリア地方 ペライの王女                  | アントーニア・ベルナスコーニ        | ロザリー・ルヴァスール         |
| アドメート                           | Admeto Admète                            | テノール                            | テッサリア地方 ペライの王                    | ジェゼッペ・ティバルディ            | ジョセフ・ルグロ               |
| 大司祭                               | Gran sacerdote di Apollo Un Grand-Prêtre | バリトン                            | アポロ神殿の祭司長                           | フィリッポ・ラスキ                  | ニコラ・ゲラン                 |
| エヴァンドロ エヴァンドル            | Evandro Evandre                          | テノール                            | アドメート王の廷臣                           | アントニオ・ピローニ                | ティロ                         |
| エルキュール フランス語版のみ        | － Hercules                              | バリトン                            | ギリシャの英雄 ヘラクレス アドメート王の友人 | －                                  | アンリ・ラリヴェー             |
| アポロ アポロン                      | Apollo Apollon                           | バリトン                            | 芸能・芸術の神                               | フィリッポ・ラスキ                  | モロー                         |
| 伝令官                               | Herald                                   | バス                                | アドメート王の廷臣                           | ドメニコ・ポッジ                    | －                             |
| 託宣者                               | Oracle                                   | バス                                | 神のお告げの伝令                             | －                                  | －                             |
| ユーメロと アスパシア                | Eumelo、Aspasia                          | ボーイ・ソプラノ フランス語版は黙役 | 子供たち                                     | －                                  | －                             |
| イスメーネ イタリア語版のみ          | Ismene                                   | ソプラノ                            | アルセストの女官                             | テレーザ・エベラルディ              | －                             |
| 地獄の神 タナート                    | Thanathos                                | バス                                | －                                           | －                                  | ドゥ・ラ・シューズ             |

合唱：廷臣達、アルセストの女官達、祭司達、黄泉の国の神々、民衆など

## あらすじ
時と場所：古代のギリシャ、トロイア戦争の数年後のテッサリア地方のペライ
（パリ版による）

### 第1幕
第1場　ペライ王アドメートの宮殿前広場

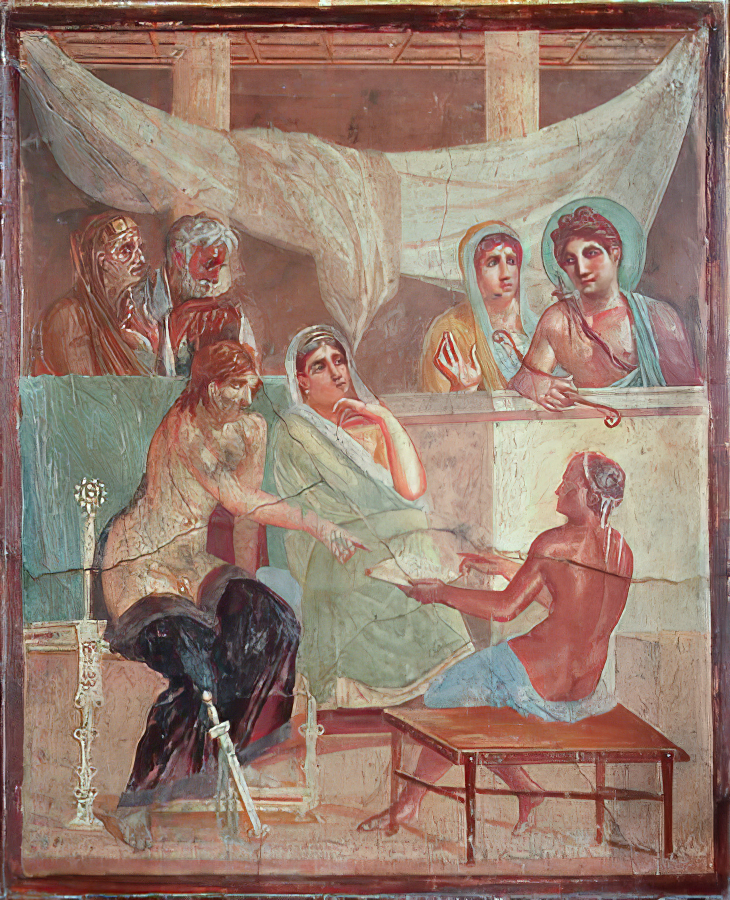
アドメートとアルセスト

暗い雰囲気を持つ悲劇的な序曲が演奏される中、危篤のアドメート王の回復を願って神への祈りを捧げる、減七の印象的な和音による短い合唱で幕が開く。宮殿前の広場に集まった民衆が、アドメート王の容態を心配し、宮殿の窓を見上げると、伝令官が現れ、アドメート王は死に瀕しており、もはや人的な手段では王の命を救うことは不可能な状況に至っており、絶望的だと公表される。嘆き悲しむ民衆は「神々よ、我々はどうなるのか」(Ô Dieux! Qu’allons-nous devenir?)と歌う。
第2場
アドメート王の廷臣エヴァントルがアルセスト王女と二人の子供の登場を告げる。現れた幼い子供の姿と、悲しみに苛まれるアルセスト王女の様子に民衆は悲嘆に暮れる。アルセスト王妃は「国王は、国と愛する者のために尽くしました」（Sujets du roi le plus aimé）と歌い、民衆もこれに呼応し「不幸な王国よ」（Malheureuse patrie! ）と国の将来を嘆く。そして人々は王妃に誘われて神々の恩寵を乞うためにアポロン神殿に向かう。
第3場　アポロン神殿
神殿では、祭司長が「神よ、光をお与え下さい」（Dispensateur de la lumière）と歌い、かつてアポロンがジュピテルと仲違いして追放された際にアドメートがアポロンをかくまったではないかと言い、アドメート亡き後に残された者の苦しみを訴える。
祭司長と民衆が一緒に祈り「強大なる神々よ」（Dieux puissant, écrarte du trône）を繰り返し合唱する。
第4場
遅れて姿を現したアルセストが「純粋な憐憫こそが見える」（Tu n’aperçus jamais qu’une pitié pure）と歌い、捧げ物をお受け下さいとパントマイムで演技され、祈りが捧げられる。祭司長はアルセストの願いを神が受け入れたと告げる。すると託宣者が「アドメート王の命を救うためには、誰かしらの生贄が必要である」と宣言する。これを聞いた民衆は口々に恐怖を表し、神殿から逃げて行く。音楽はアレグロの主部でバラバラになった断片を繰り返し、次第にピアニッシモになるまで音量を下げ続けることで、恐怖から人々が四散霧消していく様子を生き生きと描写している。
第5場
一人神殿に残されたアルセストは自分の生命と引き換えに、愛するアドメートを救うことができるなら、〈アリア〉「それは犠牲ではない！」（Non, ce n’est point sacrifice）を歌い、死を決意する。しかし子供達の事を思うとき母アルセストは激しく動揺し、絶望する。アルセストは悲しみに押しつぶされそうになりながらも、愛する夫アドメート王のために生贄になる覚悟を固め、ついに毒をあおる。そこに祭司長が現れ、王は蘇生し、太陽が昇る。一方で王女の生命の灯は消え去り地獄の門が開くだろうと告げる。アルセストは残っていた毒も最後まで飲みほすと、自分が犠牲になる憐れみを口にはしないと有名な〈アリア〉「不滅の神々よ、私は求めず」（Divinités du Styx）を決然と歌い、ドラマは最高潮に達する。

### 第2幕
第1場　アドメートの王宮の一室
瀕死の床にあったアドメートはにわかに精気を取り戻す。人々が集ってきて、王の奇跡的な回復を喜び合い「憂いの後に溢れんばかりの喜びが」（Que les plus doux transports succèdent aux alarmes.）と歌う。続いて、バレエとなり、大規模な祝典のディヴェルティスマンが5つの踊りと合唱の繰り返しで展開される。
第2場
アドメート王が姿を現し、信じられないような奇跡によって命が助かったことを喜び、安堵する。廷臣のエヴァンドルは誰だかは分からないが、臣下の生贄によって王の命は救われたと説明する。民衆は「生きて、羨望に値する日々を過ごされますよう！」（Vivez! Aimez des jours dignes d’envie!）と王への讃歌を繰り返し、踊る。
第3場
アドメート王はこの上ない歓喜の時に、アルセスト王妃の姿が見えないので心配する。そこに精気を失ったアルセストが現れる。再会を喜び合う二人の会話は何度も民衆の讃歌に中断される。悲劇のアイロニーを表す手法が細やかに使用されている。アルセストは死の恐怖に怯え〈アリア〉「神よ、勇気をお守りください」（Ô dieux! Soutenez mon courage;）と歌う。アドメート王はアルセストの様子がおかしいことに気づいて「その不安も憂いも捨てるがよい」（Bannis la crainte et les alarmes）と歌い、憂いの理由を問う。アルセストは「死んでも貴方を愛し続けます」（Je t'aimerai jusqu'au trépas）と苦しい胸の内を隠しつつ、愛を歌う。アドメートが苛立って退席しようとすると、アルセストはやむなく「犠牲になるのは自分なのだ」と告白する。一同が「不幸な王よ」と嘆く、アドメート王は「神々は何と残酷だ！アルセストなしに生きられぬ！」（Sans toi, je ne peux plus vivre）と神々に激しく憤りつつ立ち去り、アルセストは「ああ、残酷だ！生きてはいられない」（Ah! malgré moi,  mon faible coeur partage）と絶望し、その場に泣き崩れる。
第4場
民衆がアルセストの悲運を固唾を呑んで見守る中、死に瀕したアルセストは横たわり「大いなる勇気を」(que j’ai besoin du plus ferme courage)と愛する者を残して死んで行く悲哀を歌う。そして民衆とともに「人生は夢の如し、花の如く儚い」（Oh! Que le songe de la vie avec rapidité）と歌うが、間もなく錯乱状態に陥り、退場する。
s

### 第3幕
第1場　アドメート宮殿の柱廊に囲まれた中庭

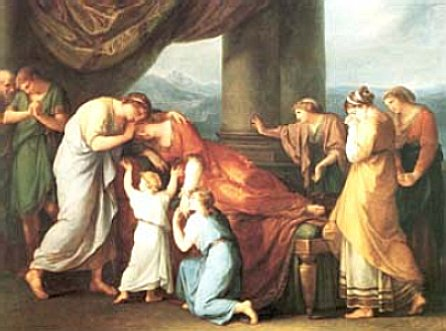
アンゲリカ・カウフマン によるアルセストの死

エヴァンドルと民衆はアルセストの死が近い事を嘆き、まず女声主席唱者が「止めどもなく無く、涙が溢れて」（Ô people infortune!）を歌い、続いて民衆が「泣け、祖国よ、テッサリアの人々よ！」（Pleure, ô patrie!　 Ô Thessalie!）と合唱する（パリ版では哀悼の場面はアルセストが黄泉の国の霊たちと会話をする前に置かれている）。
第2場
二人の子供は母親との別れが近いことも知らず無邪気に遊んでいる。そこにアドメートの友人であるエルキュールがたまたま宮殿に立ち寄ると、宮殿内ではアルセストの喪に服している。エヴァンドルと合唱の主席唱者から何が起こったのかを聞いたエルキュールは「黄泉の国から必ずアルセストを救い出す」（Au pouvoir de la mort, je saurai la ravir）と子供たちに約束する。民衆のエルキュールを見て驚く声が聞こえる。そして「地獄の生贄に供えさせはしない！」（C'est en vain que l'Enfer compte sur sa victime）と場違いなほど力強く陽気に歌う。エルキュールは喜劇的な人物として描写されている。
第3場　黄泉の国の入口、岩、倒木、口を開けた洞窟などがある荒廃した場所
黄泉の国に到着したアルセストは荒涼とした景色と夜鳥の不吉な鳴き声に怯えている。そこにアルセストを呼ぶ地獄の神々の無慈悲な声がモノトーンな調子で繰り返される。アルセストは「ああ、無慈悲な神々よ！」（Grands Dieux）と覚悟を決めて黄泉の国やってきたものの恐ろしさはぬぐい切れない心情を切々と歌う。死の神々は冷酷に「長くは待たせぬ！」(Tu n’attendras pas longtemps)と呼びかけて来る。
第4場
するとアルセストの後を追ってきたアドメート王が現れる。「共に生きられないのなら二人で死のう」（Vivre sans toi!）と死の覚悟をした王に、アルセストは子供を託すからと懇願し「愛する妻の思い出を忘れないために生きて下さい」（Vis pour garder le souvenir d’une épouse）と説得する。そして〈2重唱〉「わたしの苦しみの叫び声に」（Au cris de la douleur）でお互いの愛を確かめ合い、強く抱擁する。しかし、姿を現した地獄の神タナートはアルセストが決心を覆すなら、アドメートの死が実行されると言い、どちらが死ぬのか再度決断を迫る。アルセストは神の前に歩みでて「さようなら、最愛の夫」（Adieu! Cher époux）と歌う。死の神はアルセストに連れ去る。アドメートは怒り「やめろ、残酷な神々よ！」と叫び、アルセストを追って冥府へ行くことを誓うのだった。
第5場　

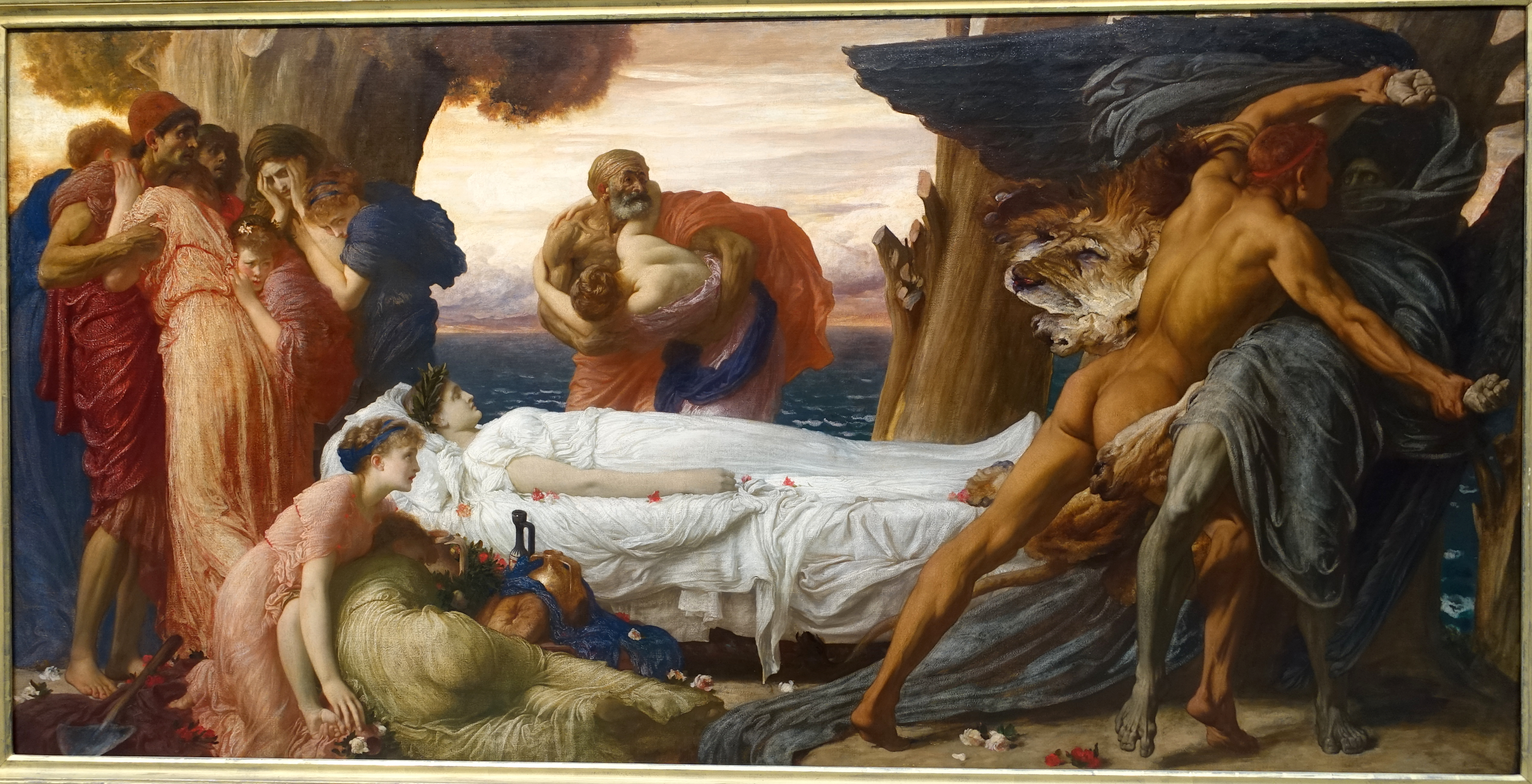
フレデリック・レイトン によるアルセストの亡骸を巡るエルキュールの格闘

そこに約束通りエルキュールが現れると、彼は腕力にものを言わせ、こん棒で地獄の神々を殴りつけ、次々と倒してしまう。アドメートはエルキュールの様子に驚きつつも声援を送る。地獄の神々の音楽は酷い衝撃を受けたかのように、静まり返る。エルキュールはアルセストを取り返し、アドメートのもとに戻す。
第6場　アドメート王の宮殿の中庭
帰還したアルセスト、アドメート、エルキュールを民衆が歓喜をもって迎える。その時、空が燦然と輝く中にアポロン神が登場し、エルキュールの英雄的働きを称え、エルキュールの行為が正当化される。
第7場
アポロン神は歓喜に沸く人々を称賛し、アルセスト、アドメート、エルキュールは〈3重唱〉「善意の神よ！」（Dieux bienfaisant）でアポロン神を称える。民衆も讃歌を歌い喜びに包まれて大団円となる。

## 関連作品
同じ題材に基づく作品
- ジャン＝バティスト・リュリ ：『アルセスト（英語版）』( 1674年)
- アントン・シュヴァイツァー （英語版）：『アルセスト（英語版）』 (1773年)

派生作品
- サン＝サーンス : グルックの歌劇「アルチェステ」のアリアによるカプリス

## 主な全曲録音・録画
| 年   | 配役 アルセスト アドメート 大司祭 エヴァンドル エルキュール等                                                                                        | 指揮者 管弦楽団 合唱団 | レーベル                                                      |
| ---- | --- | --- | ------------------------------------------------------------- |
| 1954 | マリア・カラス レナート・ガヴァリーニ パオロ・シルヴェーリ ジュゼッペ・ザンピエーリ ローランド・パネライ                                             | カルロ・マリア・ジュリーニ ミラノ・スカラ座管弦楽団 ミラノ・スカラ座合唱団                                                                    | CD: Warner ASIN: B072MPK7L4 ウィーン版                        |
| 1958 | キルステン・フラグスタート ラウル・ジョバン トマス・ヘムズリー アレグザンダー・ヤング マリオン・ローヴェ（イズメーネ）                               | ジェレイント・ジョーンズ ジェレイント・ジョーンズ管弦楽団 ジェレイント・ジョーンズ合唱団                                                      | CD: Decca ASIN: B00000E548 ウィーン版                         |
| 1981 | ジャネット・ベイカー ロバート・ティアー ジョン・シャーリー＝カーク モールドウィン・デイヴィス ジョナサン・サマーズ                                   | チャールズ・マッケラス コヴェントガーデン王立歌劇場管弦楽団 コヴェントガーデン王立歌劇場合唱団                                                | CD: Ponto ASIN: B0009YGDIK パリ版                             |
| 1982 | ジェシー・ノーマン ニコライ・ゲッダ トム・クラウゼ ロバート・ガンビル ジークムント・ニムスゲルン                                                     | セルジュ・ボド バイエルン放送交響楽団 バイエルン放送合唱団                                                                                    | CD: ORFEO ASIN: B000028AWJ パリ版                             |
| 1999 | アンネ・ゾフィー・フォン・オッター ポール・グローヴス ディートリヒ・ヘンシェル（兼エルキュール） ヤン・ブロン リュドヴィク・テジエ（伝令、アポロン） | ジョン・エリオット・ガーディナー イングリッシュ・バロック・ソロイスツ モンテヴェルディ合唱団 演出：ロバート・ウィルソン                       | CD: Philips ASIN: B000068VL1 DVD: EMI ASIN: B000005E5N パリ版 |
| 2001 | テレサ・リングホルツ ジャスティン・ラヴェンダー ラルス・マルティンソン ヨナス・デガルフェルド ミリアム・トレイクル                                   | アーノルド・エストマン ドロットニングホルム宮廷劇場管弦楽団 ドロットニングホルム宮廷劇場合唱団                                                | CD: Naxos ASIN: B00000JYU6 ウィーン版                         |
| 2006 | キャサリン・ネーグルスタッド ドナルド・カーシュ ユーハン・リュード ベルンハルト・シュナイダー ミヒャエル・エベッケ                                   | コンスタンティノス・カリディス シュトゥットガルト州立管弦楽団 シュトゥットガルト州立歌劇場合唱団 演出:ヨッシ・ヴィーラー&セルジョ・モラビート | DVD: Arthaus Musik ASIN: B000LZ539M パリ版                    |
| 2014 | アンゲラ・デノケ ポール・グローヴス ウィラード・ホワイト マグヌス・スターヴラント トーマス・オリーマンス                                             | アイヴァー・ボルトン マドリード王立劇場管弦楽団 マドリード王立劇場合唱団 演出：クシシュトフ・ワリコフスキ                                     | DVD: Euroarts ASIN: B00SM43B2K パリ版                         |